# Ottaviano Raverta
Ottaviano della Raverta ou Ottaviano della Rovere (falecido em 1561) foi um prelado católico romano que serviu como Bispo de Terracina, Priverno e Sezze (1545–1561), duas vezes como Núncio Apostólico na Espanha (1560 e 1561) e Núncio Apostólico para a Suíça (1553-1560).

## Biografia
No dia 27 de novembro de 1545, Ottaviano della Raverta foi nomeado durante o papado do Papa Paulo III como Bispo de Terracina, Priverno e Sezze. Em 1553 foi nomeado durante o papado do Papa Júlio III como Núncio Apostólico na Suíça, renunciando anos mais tarde mais tarde a 28 de novembro de 1560. Em junho de 1561, foi nomeado Núncio Apostólico na Espanha e renunciou logo depois em outubro de 1561. No dia 10 de março de 1560, foi novamente nomeado durante o papado do Papa Pio IV como Núncio Apostólico na Espanha, voltando a renunciar em outubro de 1561. Serviu como Bispo de Terracina, Priverno e Sezze até à sua morte em outubro de 1561.